# Lobophytum sarcophytoides
Lobophytum sarcophytoides is een zachte koraalsoort uit de familie Alcyoniidae. De koraalsoort komt uit het geslacht Lobophytum. Lobophytum sarcophytoides werd in 1919 voor het eerst wetenschappelijk beschreven door Moser. 